# Surface S
La surface S est la surface située à l'altitude la plus élevée entre 3 000 ft (pieds) AMSL (Above Mean Sea Level, niveau de la mer) et 1 000 ft AGL (Above Ground Level, au-dessus du niveau du sol). La surface S détermine l'altitude où s'appliquent des minima différents pour le vol VMC (conditions de vol à vue) en espace aérien non contrôlé français :
- au-dessus de la surface S :

- distance avec les nuages : 1 500 m en horizontal, 300 m en vertical
- visibilité horizontale : 5 km (8 km à ou au-dessus du FL 100)
- en dessous de la surface S :

- hors des nuages
- visibilité horizontale : 1 500 m ou 30 secondes de vol (la plus élevée des deux)
La surface S est une notion non définie sous ce terme dans la réglementation aéronautique, mais qui est enseignée et utilisée couramment.
Depuis le 1er janvier 2007, cette surface n'est plus la limite pour le calage altimétrique au QNH ou en niveau de vol en espace aérien non contrôlé. Il s'agit désormais de l'altitude de transition (vol au QNH local en dessous, en niveau de vol au-dessus, en appliquant le cas échéant la règle semi-circulaire, etc.)